# Volvo Brage
Volvo Brage/Starke/Raske är en serie lastbilar, tillverkade av den svenska biltillverkaren Volvo mellan 1954 och 1972.
I Norge blev bilarna kallade Bamse, oavsett variant. Den större Viking behöll sitt befintliga namn.

## Volvo Brage
1954 introducerade Volvo den medelstora lastbilen L370 Brage, med en lastvikt på 4,5 ton. Brage hade bensinmotor med toppventiler. 1955 tillkom den enklare L360, med en lastvikt på 3,5 ton och sidventilsmotor. L360 (som aldrig kallades Brage) försvann redan 1957. Tidiga bilar hade osynkroniserad fyrväxlad växellåda, men den ersattes snart av en synkroniserad femväxlad låda. Efterfrågan på lastbilar med bensinmotor minskade i takt med ökande bränslepriser och Brage-modellen lades ned 1963.

## Volvo Starke
Tillsammans med Brage-modellen presenterades även dieselversionen L375 Starke, med en lastvikt på 4,5 ton. 1955 tillkom den enklare L365, med en lastvikt på 3,5 ton, men den försvann igen redan året därpå. Även Starke fick snart sin osynkroniserade växellåda utbytt mot en modernare femväxlad låda.
1961 bytte bilen namn till L465 Starke.

## Volvo Raske
1961 tillkom den större L475 Raske, med en lastvikt på 5 ton. Förutom Starke-modellens dieselmotor fanns den även med en turbodiesel.
Från 1962 erbjöds den frambyggda L4751 Raske Tiptop med tippbar hytt.

## Volvo N84
1965 införde Volvo sitt ”System 8”. Starke-modellen levde vidare under namnet N84. Enda förändringen i övrigt var att bilen fick en ny större motor.

## Motorer
| Modell   | Årsmodell | Motor                    | Cylindervolym | Effekt     | Bränslesystem   |
| -------- | --------- | ------------------------ | ------------- | ---------- | --------------- |
| L360     | 1955-57   | ED: 6-cyl radmotor sv    | 3670 cm³      | 90 hk      | Enkel förgasare |
| L365-475 | 1955-65   | D47: 6-cyl radmotor ohv  | 4703 cm³      | 95 hk      | Dieselmotor     |
| L370     | 1954-63   | A6: 6-cyl radmotor ohv   | 4703 cm³      | 105-115 hk | Enkel förgasare |
| L475     | 1961-65   | TD47: 6-cyl radmotor ohv | 4703 cm³      | 120 hk     | Turbodiesel     |
| N84      | 1965-72   | D50: 6-cyl radmotor ohv  | 5130 cm³      | 107-117 hk | Dieselmotor     |